# BB-8
BB-8 is een robot in het fictieve Star Wars-universum. Het is een robot van het type astromechdroid.

## Ontstaan
BB-8's ontwerp was gebaseerd op een schets die gemaakt werd door J.J. Abrams, de regisseur van Star Wars: Episode VII: The Force Awakens. Volgens special effects kunstenaar Neal Scanlan was het "een zeer eenvoudige schets van een bal met een kleine koepel bovenop." Zijn ontwerp omvatte ook asymmetrische panelen om het gemakkelijker te maken voor de kijker om zijn bewegingen te volgen. Abrams gaf het karakter ook zelf de naam en werd al vroeg bedacht bij de productie van de film. Het was een van de weinige namen die onveranderd bleef. Alvorens de droid zijn definitieve naam kreeg, werd hij "Surly" genoemd door het pre-productie-team.
In augustus 2013 verklaarden Daniel Mindel, cameraman bij The Force Awakens, en Rian Johnson, regisseur van Star Wars: Episode VIII: The Last Jedi, dat Abrams weinig computer gegenereerde beelden (CGI) en meer praktische, traditionele special effects zou gebruiken om het visuele realisme en de authenticiteit van de originele Star Wars-films te recreëren. Hierdoor was BB-8 een fysiek element, ontwikkeld door Disney Research, gecreëerd door Neal Scanlan en geëxploiteerd live op de set met de acteurs. Zeven BB-8 poppen werden gebouwd voor de productie. De meest prominente was een marionet, bestuurd door poppenspelers Dave Chapman en Brian Herring. Daarnaast waren er verschillende radiografisch bestuurde eenheden en een aantal statische versies. Een volledig functionerende, zelfstandige robot was niet praktisch voor het filmen, dus de meeste van de bewegende scenes werden gemaakt met de marionet, waarbij een stang werd verwijderd in de postproductie. Later werd een op zichzelf staande eenheid geconstrueerd en gebruikt bij animaties.

## Star Wars: Episode VII: The Force Awakens
BB-8 maakte zijn intrede in de eerste Star Wars-film uit de Sequeltrilogie, The Force Awakens. In de film is BB-8 de robot van de bij het verzet aangesloten X-wing gevechtspiloot Poe Dameron (Oscar Isaac). Poe geeft de droid een kaart die naar het hoofdkwartier van het Verzet moet worden gebracht om de verblijfplaats van de Jedi Luke Skywalker te vinden. Terwijl Poe wordt gevangen genomen en ondervraagd door de sinistere First Order commandant Kylo Ren, vlucht BB-8 door de woestijn van de planeet Jakku en vindt hij Rey. Uiteindelijk brengen Rey, de afvallige Stormtrooper Finn, Han Solo en Chewbacca BB-8 tot bij de leidster van het Verzet, Leia Organa. Uiteindelijk wordt de droid opnieuw verenigd met Poe.

## Star Wars: Episode VIII: The Last Jedi
In de tweede Star Wars-film uit de Sequeltrilogie, Star Wars: Episode VIII: The Last Jedi, repareert BB-8 onder meer het wapensysteem van Poe's X-wing. In Canto Bight steekt een dronken casinospeler herhaaldelijk munten in een sleuf van BB-8, denkende dat hij een speelautomaat is. De droid schakelt later ook meerdere bewakers uit, zodat Finn en Rose ontsnappen aan een gevangenisstraf. Later bestuurt hij een First Order AT-ST om Finn en Rose te redden nadat ze toch zijn gevangen genomen.

## Star Wars: Episode IX: The Rise of Skywalker
BB-8 keert ook terug in de laatste Star Wars-film uit de Sequeltrilogie, Star Wars: Episode IX: The Rise of Skywalker. 